# Dima Hasao
Dima Hasao District (hindi: Dima Hasao) är ett distrikt i Indien.   Det ligger i delstaten Assam, i den östra delen av landet, 1 600 km öster om huvudstaden New Delhi. Antalet invånare är 214 102. Arean är 4 890 kvadratkilometer. Dima Hasao District gränsar till Kārbi Ānglong och Cāchār.
Terrängen i Dima Hasao District är varierad.
Följande samhällen finns i Dima Hasao District:
- Hāflong
- Maibong
- Mahur